# 아메리칸 하우스와이프
《아메리칸 하우스와이프》(영어: American Housewife)는 2016년부터 2021년까지 방영된 미국의 시트콤이다.

## 출연
- 케이티 믹슨 : 케이티 오토 역